# 柚子奈ひよ
柚子奈ひよ(ゆずなひよ)は、日本のイラストレーター。

## 来歴
2011年頃から活動。アダルトゲームのブランドminoriの作品『夏空のペルセウス』から同社のキャラクターデザインの一人として参画。2019年に同社の解散に伴い、現在は同人サークル「しとろんの杜」でメインに同人活動をしている。

## 画風
巨乳でロングヘアの女性を描くことが多い。特にminoriの作品ではこのスタイルが顕著に出ている。

## 作品

### イラスト
- 電気外祭り 2016 WINTER in 新宿 公式ビジュアルブックレット表紙
- 電気外祭り 2017 SUMMER in 大宮 公式ビジュアルブックレット表紙

### ゲーム原画
- 夏空のペルセウス
- 12の月のイヴ
- ソレヨリノ前奏詩
- 罪ノ光ランデヴー
- トリノライン
- トリノライン:ジェネシス
- その日の獣には、
- セレクトオブリージュ[1]